# Manhwa
Manhwa (kor. 만화 ‚Comic‘) ist die in der westlichen Welt verbreitete Bezeichnung für Comics aus Südkorea. Im Koreanischen wird der Begriff generell verwendet sowohl für Comics als auch japanische Manga. Ist explizit die Rede von Werken koreanischer Autoren, wird die Bezeichnung 한국 만화 (Hanguk Manhwa „koreanischer Comic“) verwendet. Das digitale Gegenstück zu Manhwa sind Webtoons.

## Geschichtliche Entwicklung
Die Ursprünge der Manhwa liegen in der klassischen chinesischen Kunst. Buddhistische Mönche zeichneten Holzschnitte, die dazu dienten, religiöse Richtlinien in der Bevölkerung bekannt zu machen (so ist etwa der koreanische Holzschnitt Bomyeongsiudo aus dem 10. Jahrhundert eine buddhistische Fabel über eine Kuh). Diese Zeichnungen sowie koreanische Schriften, Romane und Gedichte haben die ersten Manhwa beeinflusst.
Die im Jahr 1909 gegründete koreanische Tageszeitung Daehan Minbo erschien mit einem Vorläufer heutiger Manhwa-Serien auf der Titelseite, und weitere Zeitungen begannen in den 1920er-Jahren mit der Veröffentlichung satirischer und humoristischer Kurz-Comicstrips. Diese mussten jedoch Ende der 1920er-Jahre auf Druck des Generalgouvernement Chōsens wieder eingestellt werden.
Im Zuge der Teilung in Nord- und Südkorea nach dem Zweiten Weltkrieg und dem ausbrechenden Koreakrieg erschienen Anfang der 1950er-Jahre neben Manhwa für Kinder (Ddakji Manhwa bzw. Ddegi Manhwa) zunächst vor allem Propaganda-Manhwa. Ein darauf folgender kurzer Manhwa-Boom wurde bereits Mitte der 1960er-Jahre durch die neue Militärregierung wieder stark eingeschränkt, danach bestand bis Ende der 1970er-Jahre der Großteil der veröffentlichten Manhwa vor allem aus kindgerechten, lustigen Geschichten (Myung Rang Manhwa) und Historiendramen für Erwachsene. Dabei ließen sich die koreanischen Zeichner unter anderem auch durch die Zeichentechniken japanischer Manga-Zeichner inspirieren, obwohl offiziell die Einfuhr japanischer Kulturgüter bis 1998 verboten war.
Vor der Demokratisierung Südkoreas im Jahr 1987 wurden Comics als eines von „sechs Übeln der Koreanischen Gesellschaft“ angesehen und wiederholt beschlagnahmt.
In den 1990er-Jahren wurden Manhwa auch in anderen ostasiatischen Ländern populär. Der Sprung in den Westen gelang um die Jahrtausendwende, als man in Europa und den USA im Zuge des internationalen Manga-Booms auch zunehmend auf südkoreanische Produktionen aufmerksam wurde. Inzwischen wird der Anteil von Manhwa am US-amerikanischen Comicmarkt auf etwa acht Prozent geschätzt. Die als eigene Abteilung des Kultur- und Tourismusministeriums gegründete Korea Culture and Content Agency (KOCCA) unterstützt im Auftrag der südkoreanischen Regierung den internationalen Export von Manhwa mit einem jährlichen Etat von etwa einer Million US-Dollar.

## Bedeutung in Südkorea

Schematische Leserichtung für Manhwa

Manhwa werden, im Gegensatz zu japanischen Manga, von links nach rechts gelesen, da dies auch der koreanischen Leserichtung entspricht.

### Genres
Ähnlich wie bei Manga sind bei den Manhwa im Laufe der Zeit Unterteilungen für verschiedene Zielgruppen entstanden: So richten sich etwa Sunjeong-Manhwa an Mädchen (ähnlich wie Shōjo bei Manga), Sonyeon-Manhwa sind für Jungen bestimmt (vgl. Shōnen) und Seongin-Manhwa für erwachsene Männer und Frauen.

### Der Comicmarkt in Südkorea
Laut offiziellen Angaben wurden in Südkorea bis zum Jahr 2001 insgesamt 9177 verschiedene Comicserien veröffentlicht. 56 % dieser Titel stammten von südkoreanischen Zeichnern, die übrigen 44 % wurden von japanischen Manga-Serien dominiert, gefolgt von chinesischen Manhua. Auch US-amerikanische und europäische Comicserien erfreuen sich seit Ende der 1990er-Jahre zunehmender Beliebtheit, vor allem unter jüngeren Südkoreanern.
Comics stellten im Jahr 2001 einen Anteil von 35,9 % an allen südkoreanischen Druckerzeugnissen dar. Die Gesamtzahl aller in Südkorea gedruckten Comics betrug im Jahr 2001 etwa 42 Millionen Exemplare, wovon Manhwa 38 % ausmachten.
Die südkoreanische Comicindustrie benutzt vom normalen Buchhandel weitgehend getrennte Vertriebswege. Etwa drei Viertel aller in Südkorea gedruckten Comics werden auch nicht verkauft, sondern können in darauf spezialisierten privaten Buchläden (Manhwabang) ausgeliehen und vor Ort gelesen werden. Etwa Mitte der 1950er-Jahre entstanden, stieg die Zahl der Manhwabang in Südkorea bis Ende der 1980er-Jahre auf etwa 15.000, fiel jedoch in den 1990er-Jahren auf etwa 5.000 zurück. Gegenwärtig gibt es etwa 10.000 Manhwabang.

## Webtoon
Online-Manhwa bzw. die koreanischen Webcomics werden als Webtoon (웹툰, weptun) bezeichnet. Diese unterscheiden sich von anderen Webcomic-Typen hauptsächlich durch ihre vertikale Anordnung der Panels mit Verzicht auf Einzelseiten, d. h. einer durchgehenden umbruchfreien Leserichtung von oben nach unten. Bekannte Webtoon-Serien sind Tower of God, Noblesse und Girls of the Wild’s. Ein bekannter, einteiliger Webtoon ist die Horrorgeschichte Bongcheon-dong Ghost.

## Manhwa in Deutschland
Der erste Manhwa im deutschsprachigen Raum war die Seongin-Serie Zombie Hunter von Yang Kyung-il und Youn In-wan und wurde ab September 2002 von Planet Manga veröffentlicht, allerdings noch aus dem Japanischen übersetzt und über einen japanischen Verlag lizenziert. Daraufhin folgte bei Planet Manhwa die Reihe Island vom selben Autorenteam, 2003 erschien bei Egmont Manga & Anime die Serie Under the Glassmoon von Ko Ya-seong.
Seither sind im deutschsprachigen Raum etwa 30 Manhwa-Serien erschienen, neben Planet Manhwa und Egmont Manga & Anime auch bei Lappan Verlag (beinhaltet den ehemaligen Achterbahn-Verlag und gehört zum Carlsen Verlag),  TOKYOPOP, Kazé Deutschland (seit 2019 Teil des Unternehmens Crunchyroll) sowie Altraverse. 
Besonders erfolgreich sind neben Manhwa für Mädchen wie Demon Diary, aber auch diverse Titel aus dem Bereich Boys Love sowie Umsetzungen von Computerspielreihe (wie Warcraft) erreichten hohe Auflagen.